# Koseki

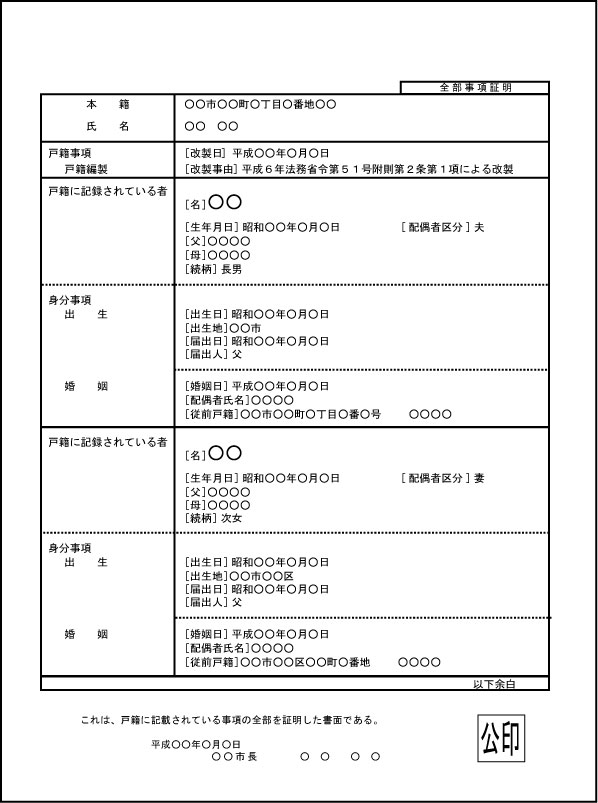
Vordruck eines Kosekiauszugs (koseki shōhon) ohne Eintragungen

Ein Koseki (戸籍) ist ein Familienstammbuch in Japan. Es dient ähnlichen Zwecken wie in Mitteleuropa vom Standesamt ausgestellte Urkunden und ist, da nur Japaner eingetragen werden dürfen, aufs Engste mit den Regelungen zur Staatsangehörigkeit verbunden. Von ähnlichen westlichen Registern unterscheidet es sich insofern, als nicht vom Individuum als Grundeinheit ausgegangen wird, sondern die zu einem Haushalt gehörende Familie als Basis dient; 戸 ko bedeutet wörtlich „Tür.“
Das seit 1994 elektronisch geführte Familienregister dient nicht Einwohnermeldezwecken, sondern eher der Erfüllung standesamtlicher Aufgaben und ist bei Erbschaftsansprüchen von Bedeutung. In früheren Zeiten diente es auch als Straf- und Wehrdienstregister. Nicht zu verwechseln ist dieses System mit dem der Melderegister (jūminhyō). Seit Ende 1967 (Gesetz Nr. 81) werden Einwohnermelde- und Familienregister abgeglichen.

## Altertum und Mittelalter
Bereits die Gesetze des Ritsuryō-Verwaltungssystems, seit dem 8. Jahrhundert, enthielten Bestimmungen über (Adels)-Register und Haushaltsverzeichnisse, die im Rahmen der im sechsjährigen Turnus stattfindenden Volkszählungen erstellt wurden. Damalige Register hießen kogō-nen jaku und sind erstmals für das Jahr 670 belegt.
Ab der späten Heian-Zeit bis in die Edo-Zeit wurde es wieder mit den goningumi-chō (五人組帳) aufgenommen, wobei hier nicht der einzelne Haushalt eine Einheit bildete, sondern die goningumi („Fünfergruppen [an Haushalten]“). Deren Vorstand hatte nicht nur für das Wohlverhalten der Mitglieder zu sorgen, er war auch für die Steuerzahlungen haftbar.
Mobilität war und blieb immer streng kontrolliert und fand in den 250 Jahren der Abschottung, von wenigen genehmigten Ausnahmen kaum statt. Rechte und vor allem Pflichten der Einwohner (im Sinne des Neo-Konfuzianischen Weltbildes) ergaben sich vor aus ihrer Zugehörigkeit zu einem der vier Stände (身分制 mibunsei) oder den Ausgestoßenen (非人 hinin und 穢多 eta). Deshalb waren auch Hausangestellte usw. im Verzeichnis einer ie, die auch als „Wirtschaftsgemeinschaft“ verstanden wurde, mit aufgeführt. Personenregister (宗門改 shūmon aratame) wurden in den örtlichen buddhistischen Tempeln geführt, die auch bescheinigten, dass eine Person nicht dem Christentum anhing (was bis 1876 verboten blieb). Dazu gab es Steuerregister, die kazai taichō. Nachdem die beiden zusammengelegt wurden, sprach man vom shūmon ninbenduchō.

## Meiji-Ära

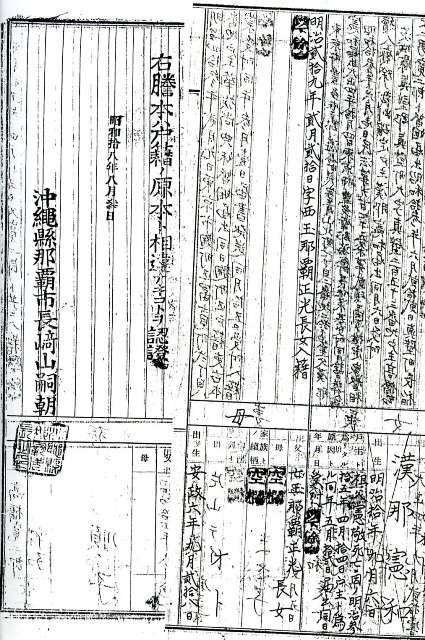
Auf Okinawa 1943 ausgestelltes Familienregister alten Typs.

Eine nur kurz bestehende Form von Bescheinigungen des Haushalts waren die 1871-3 ausgegebenen uji ko fuda, die eine Anmeldung im örtlichen Shintō-Schrein, der die neue Staatsreligion repräsentierte, nachwiesen.
Mit Entstehen des japanischen Nationalstaats 1868–1873, vor allem durch Auflösung der Samurai-Domänen (廃藩置県 haihan chiken) galt es zunächst auch neue Register der Regierten zu schaffen, dies auch für die bisher Ausgegrenzten und die Ainu sowie bei der gewaltsamen Eingliederung Okinawas 1879. Nach dem Einführungsjahr 1872 sprach man vom jinshin koseki. In diesem Zusammenhang mussten erstmals in der japanischen Geschichte alle Personen sowohl einen Familien- (myōji) als auch einen Vornamen haben. Welche Änderungen meldepflichtig waren, wurde 1878 genauer definiert. 1886 wurde das Format der Eintragungen normiert. Register der Ainu wurden bis 1933 separat geführt.
Im Rahmen der umfangreichen Zivilrechtsreform der 1890er wurde 1898 auch ein neues Familienregistergesetz erlassen. Die Verzeichnisse fielen nun in den Aufgabenbereich des Justizministeriums. Die Register müssen nicht zwangsläufig am Hauptwohnsitz geführt werden, sondern am „Familiensitz“ (honseki). Festgeschrieben wurde das System des Familienoberhaupts (setainushi). Bestimmungen zur Heirat einer Frau, die Haushaltsvorstand ist, das sogenannte nyūfu-konin, wurde geregelt im Gesetz Nr. 21 von 1898. Im Koseki ist das traditionell der älteste männliche Abkömmling der Linie. Das Staatsangehörigkeitsgesetz 1899 setzte vor allem Prinzipien des ius sanguinis in der zur damaligen Zeit international üblichen Form um, berücksichtigte dabei aber auch Besonderheiten des japanischen Familienrechts, die wiederum im Koseki erfasst wurden. Das japanische Recht fordert von allen Haushalten (家 ie, zugleich „Blutlinie“), Geburten, Todesfälle, Heiraten, Scheidungen, aber auch Strafurteile an ihre lokale Behörde mitzuteilen, die diese Information in einen detaillierten Stammbaum einbaut, der alle Familienmitglieder unter ihrer Zuständigkeit umfasst. Oben genannte Ereignisse werden vom japanischen Staat nicht offiziell anerkannt, wenn sie nicht im Koseki eingetragen sind. Es können nur Japaner eingetragen werde, es gab und gibt daher auch Regelungen die z. B. vorschrieben, dass ein Haushaltsvorstand (戸主 koshu) Japaner zu sein hat oder Landbesitz nur für diesen möglich war.
Das Koseki-Gesetz wurde 1914 in geringem Umfang geändert.

### Kaiserhaus
Die himmlische Majestät (Tennō) und seine weitere Familie haben kein Koseki, sondern sind in zwei anderen Registern erfasst. Zum einen Kaiser, Kaiserin und Kaiserswitwe im Daitofu. Zum anderen für die erweiterte Familie im Kōzokufu (皇統譜).

### Kolonien
Die verschiedenen in den Kolonien geführten Familienregister wurden als „äußere“ bezeichnet, im Gegensatz zu denen „inneren“ des Kernreichs. Lebte ein kolonialer Untertan dort, so war unter Umständen ein Eintrag in das dortige Register möglich.

#### Okinawa
Die Ryūkyū-Inseln wurden auch nach der Absetzung des dortigen Königs 1879 als Sonderverwaltungszone, aber Teil des eigentlichen Japans, betrachtet. Bereits 1873 hatte man die Zusammenstellung des Ryūkyūhan Koseki Sōkei veranlasst. Dies und die Verzeichnisse Zugewanderter blieben lange unvollständig und fehlerhaft.

#### Bonin-Inseln
Die Handvoll der Einwohner ließ sich Zeit, die 1875–1881 zu vollziehende Eintragung in Koseki durchzuführen. Da die meisten Bewohner schiffbrüchige Europäer und ihre Nachfahren waren (offiziell kika gaikokujin), gab es separate Verzeichnisse mit Namensansetzungen in Katakana.

#### Korea
Schon unter der Chosŏn-Dynastie gab es hojŏk genannte Haushaltsvorstandsregister. Sie nutzte man weniger um Familienverhältnisse klären zu können, sondern um Steuern und Wehrpflichterfüllung zu sichern.
Die seit 1905 schon an der Verwaltung Koreas beteiligten Japaner veranlassten im März 1909 den Erlass eines Minseki-hō genannten Gesetzes, das ein Register nach japanischem Vorbild aufbaute und die älteren ablösen sollte. Die Umstellung der alten Verzeichnisse ging schleppend voran und war auch 1945 noch nicht abgeschlossen. Speziell uneheliche Kinder, Bewohner von Randprovinzen oder in der Mandschurei Arbeitende wurden oft nicht erfasst. Wegen zahlreicher Fehler führte dies noch lange zu Schwierigkeiten für zahlreiche Betroffene. Nach verschiedenen Ergänzungen erging 1921 das Chōsen koseki-rei. Die Vorschriften waren so gestaltet, dass es Koreanern kaum möglich war den „inneren“ Status zu bekommen. Das japanische Staatsbürgerschaftsgesetz von 1899 wurde in Korea nie verkündet.

## Nach dem Pazifikkrieg

### Reform 1947
Die Familienregister werden seit 1947 so geführt, dass nur noch zwei Generationen darin aufgeführt sind. Alle Verzeichneten dort haben denselben Familiennamen. Durch Querverweise bleibt weiterhin die Möglichkeit eine Familiengeschichte nachzuvollziehen.
Ein neues Staatsbürgerschaftsgesetz (Kokuseki-hō) wurde am 4. Mai 1950 (Nr. 147 von 1950) verkündet. Die Zuständigkeit liegt beim Justizministerium.
Da durch Kriegseinwirkung alle Familienregister vernichtet worden waren, wurden in Okinawa, das bis 1972 unter amerikanischer Militärverwaltung blieb, durch das Kōseki Seibi Hō vom 1. März 1954 neue Register geschaffen.

Das Honseki der Register für Japaner aus Karafuto und der Bonin-Inseln wurde ins Restreich verlegt, so dass für diesen Personenkreis die Staatsangehörigkeit erhalten blieb.
Durch das „Sondergesetz über nicht-heimgekehrte Personen“ 1959 wurden alle auf dem chinesischen Festland (zwangsweise) zurückgebliebenen Japaner für tot erklärt, ihre Einträge aus den Registern gestrichen und so tausenden zanryū koji eine Rückkehr nach Japan, nachdem es seit 1972 wieder diplomatische Beziehungen mit China gab verunmöglicht.
Bis 1968 blieb das Koseki in begründeten Fällen öffentlich einsehbar. Die Befreiungsbewegung der Burakumin erreichte, dass 1970 einige Details zum Geburtsort von Personen gestrichen wurden. 1974 verbot das Gesundheits- und Wohlfahrtsministerium den Arbeitgebern, sich von Stellenbewerbern einen Auszug aus dem Register zeigen zu lassen. 1975 wurden die Namen der Anstammungslinien der Personen gelöscht. Seit 1976 ist es streng vertraulich zu nicht-amtlichen Zwecken. Ursprünglich erfolgte die Aufzeichnung in umfangreichen Akten, ab 1994 begann die elektronische Aufzeichnung. Bis 2002 wurden alle digitalisiert und nun ausschließlich elektronisch geführt. Jede Person, die auf dem Koseki erscheint (auch wenn sie wegen Scheidung gestrichen wurde oder kein japanischer Staatsbürger mehr ist), ist rechtlich berechtigt, eine Kopie des Koseki zu bekommen. Dies ist persönlich in Japan oder auch per Post möglich.
Das Koseki ersetzt Geburts-, Sterbeurkunden, Heiratsbescheinigungen usw. anderer Länder. Die detaillierten Informationen im Koseki machen allerdings auch die Diskriminierung solcher Gruppen wie Burakumin, unehelicher Kinder (bis 2004 klar erkenntlich) und alleinerziehender Mütter einfach. Anwälte bekommen eine Kopie des Koseki, wenn eine der gelisteten Personen in einen Rechtsstreit involviert ist. Es gab bis 2003/16 in Japan Personalausweise nur für Ausländer. Japaner werden durch ihren Familienregisterauszug, heutzutage mit Fingerabdruck und Photo, identifiziert. Die Einführung der individuellen 12-stelligen Personenkennziffer (個人番号 kojin bangō oder マイナンバー mai nambā, englisch My number) für alle Bewohner samt zugehöriger, zunächst freiwilliger Ausweiskarte änderte dies.
Ein typisches Koseki hat eine Seite für die Eltern und die zwei ersten Kinder, für weitere Kinder gibt es Zusatzseiten. Heiratet ein Kind, fällt es meist aus dem Koseki der Eltern heraus und wird in einem eigenen Koseki zusammen mit dem Ehepartner und den gemeinsamen Kindern aufgeführt. Es gibt kaum eingetragene Mehrgenerationen-Haushalte, in denen mehrere Familien unter einem Eintrag zusammengefasst sind. Heiraten mit (nicht-eintragungsfähigen) Ausländern werden in der Spalte Bemerkungen (mibun jikōran) verzeichnet.
Ähnliche Systeme bestehen in China (Hukou), Vietnam (Ho khau) und der Demokratischen Volksrepublik Korea (Hojeok). In Südkorea wurde mit der Abschaffung des Hoju-Systems (戶主制, Hojuje), der ausschließlich patriarchalisch vererbten Familienlinie, am 1. Januar 2008, das Hojeok durch ein individuelles Familienregister ersetzt.

#### Künstliche Befruchtung
Durch künstliche Befruchtung oder Samenspende gezeugte Kinder können problemlos als ehelich eingetragen werden, da die Frau, die geboren hat der Anknüpfungspunkt ist. Dies ist jedoch nicht möglich für Witwen, die mehr als 300 Tage nach dem Tod des Mannes geboren haben, z. B. wenn gefrorenes Sperma implantiert worden war. Solche Kinder werden als unehelich aufgeführt.
In Fällen von Leihmutterschaft, was nur im Ausland möglich ist, hat der oberste Gerichtshof bisher die Eintragung verneint.

#### Nach Geschlechtsangleichung
Seit 2004 gibt es die Möglichkeit, dass eine erfolgte Geschlechtsangleichung verbunden mit Namensänderung, nach Zustimmung des Familiengerichts, eingetragen wird. Es wird dann für den Betroffenen ein eigener, neuer Registereintrag angelegt.

#### Homo-Ehe
Die japanische Gesellschaft ist von Alters her immer sehr tolerant gegenüber homosexuellem Verhalten gewesen. Regierungsseitig hat man sich bis 2019 nicht durchringen können die seit 2000 in vielen anderen entwickelten Ländern modern gewordene Möglichkeit einer anerkannten gleichgeschlechtlichen Partnerschaft oder Ehe zu erlauben. Die Eintragung einer „Familie,“ bei der beide Partner dasselbe Geschlecht haben, ist im Koseki somit nicht möglich. Nach einigen Gerichtsurteilen unterer Instanzen wird das oberste Gericht im ersten Halbjahr zur Verfassungsmäßigkeit ein Grundsatzurteil fällen.

Im Ausland legal geschlossene Homo-Ehen zwischen Japanern werden seit 2009 in ihren anderen Rechtsfolgen im Inland anerkannt. Einzelne Gemeindebehörden, zuerst in Tokyo, haben 2015 begonnen „Partnerschafts-Zertifikate“ auszustellen.

#### Un-Registrierte
Die Meldevorschriften über das Koseki sind nicht strafbewehrt. Gerade in Fällen unehelicher Kinder und bei frisch geschiedenen Ehen, wo nicht klar ist, ob bei Vater oder Mutter anzumelden ist, rutschen immer wieder Personen durch das System. Derartige Nicht-Registrierte (mukosekisha) erhalten dann z. B. im Erwachsenenalter keinen Reisepass. Erst seit 2008 gibt es einen aufwendigen bürokratischen Prozess, nachträglich den Papierkrieg zu erledigen.